# Parco nazionale di El Kala
Il parco nazionale di El Kala è un'area naturale protetta situata nel nord-est dell'Algeria. 
Vi si trovano molti laghi (uno di loro, il Lago Tonga, si estende parzialmente in Tunisia) e un ecosistema unico nel bacino del Mediterraneo. 
Il parco stato creato nel 1983 e riconosciuto come riserva della biosfera dall'UNESCO nel 1990. Questo parco è minacciato dalla creazione di un'autostrada, che metterebbe in pericolo fauna e flora del parco. È stato proposto che l'autostrada passi a sud del parco, evitando così la regione.